# Ulrich Rückriem
Ulrich Rückriem (Düsseldorf, 30 de septiembre de 1938) es un escultor alemán que vive en Colonia y Londres. Sus obras abstractas de piedra frecuentemente están asignado al estilo minimalismo y arte procesual.

## Vida y Obra
Rückriem pasa sus primeros años de aprendizaje en la cantera de la catedral de Colonia. Más tarde, debido a su estrecho vínculo con la Galería Konrad Fischer en Düsseldorf, establece sus primeras conexiones con artistas y colegas como Carl Andre, Richard Long, Sol LeWitt y Royden Rabinovich. Durante unos años comparte estudio con Blinky Palermo hasta que da comienzo su carrera como profesor, primero en la Academia de Bellas Artes de Hamburgo (a partir de 1974), luego (a partir de 1984) en la Academia de Bellas Artes de Düsseldorf y finalmente en la Instituto Städel de Fráncfort del Meno (a partir de 1988).
En los años 1960 y 1970 trabaja en las canteras de dolomita en Anröchte, culminando en la presentación de su obra en la Bienal de Venecia en 1978. Más adelante concentra sus esfuerzos en la canteras de granito cerca de Vire, en Normandía, para elaborar su primera gran individual en el Centro Pompidou de París. Siguen grandes exposiciones, entre otras, en la colección de arte Nordrhein-Westfalen en Düsseldorf, en el Instituto Städel de Fráncfort del Meno, en el Museo Stedelijk de Ámsterdam, en la Nueva Galería Nacional de Berlín y las participaciones de importantes colectivas internacionales como la documenta que repite en 1972, 1982 y 1992.
Desde 1994 frecuenta principalmente la cantera gallega de Blokdegal en Porriño, donde se realizan, entre otros, los grandes conjuntos escultóricos de las últimas dos décadas.
Muchos de los trabajos de Rückriem son accesible a todos como arte público. En España, Rückriem ha realizado importantes proyectos en la Pla de Palau en Barcelona, en el Parque de Abandoibarra de Bilbao, en las Ramblas del 25 de julio de Santa Cruz de Tenerife y en el patio del Convento de San Francisco de Santa Cruz de La Palma. Una de sus obras públicas más impresionante está a lo mejor Siglo XX de 1995, un grupo de 20 estelas de granito de Porriño, emplazado en un campo cerca de Abiego (Huesca). Otra gran estela de granito está ubicada desde 1999 en el parque Isla de las Esculturas de Pontevedra. 
En la sede de su Fundación en Sinsteden en las cercanías de Colonia, se puede visitar de forma permanente una amplia selección de su obra.

## Galería

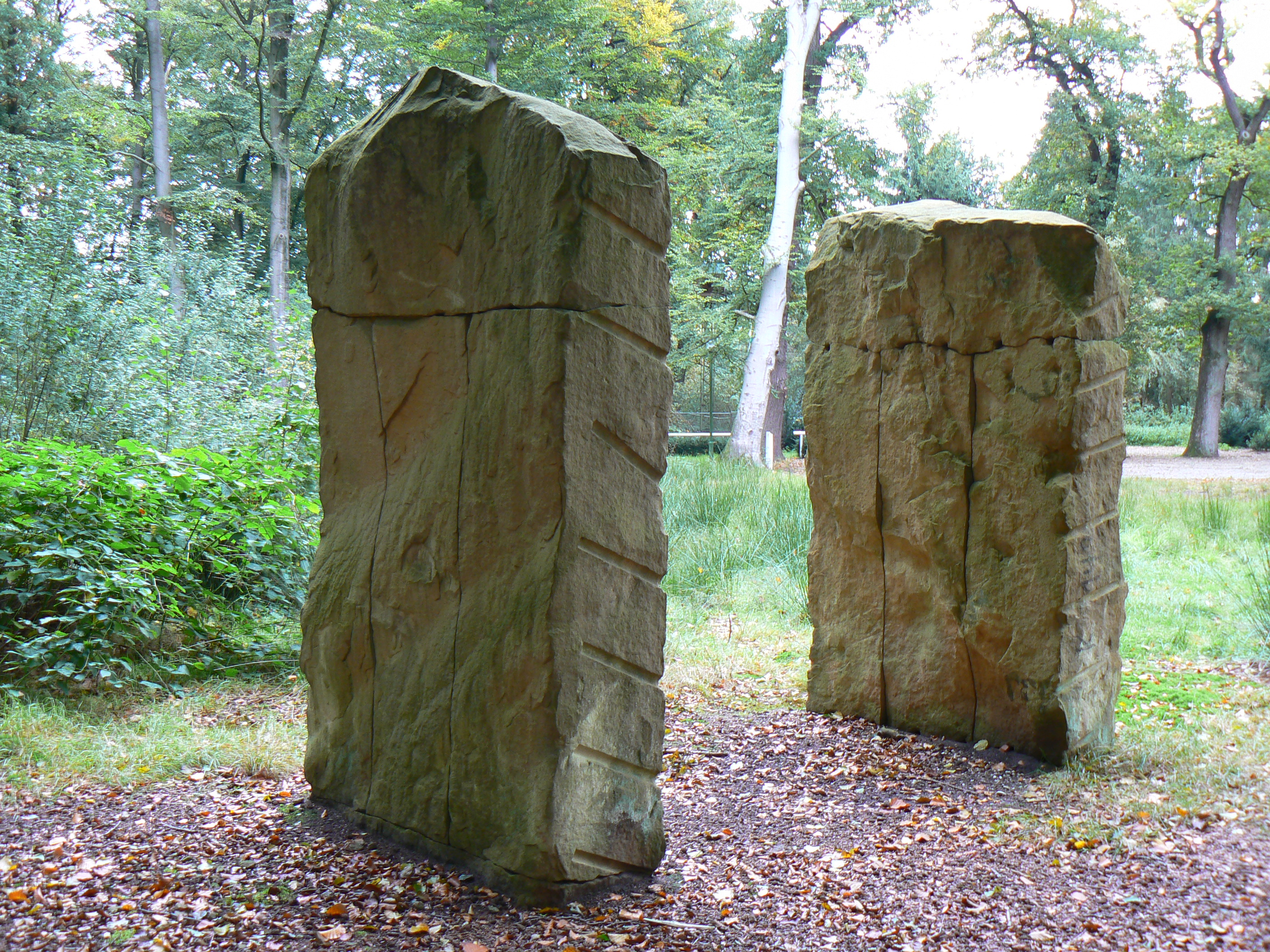
Untitled (1982). Camino del arte, monasterio Frenswegen (Alemania)
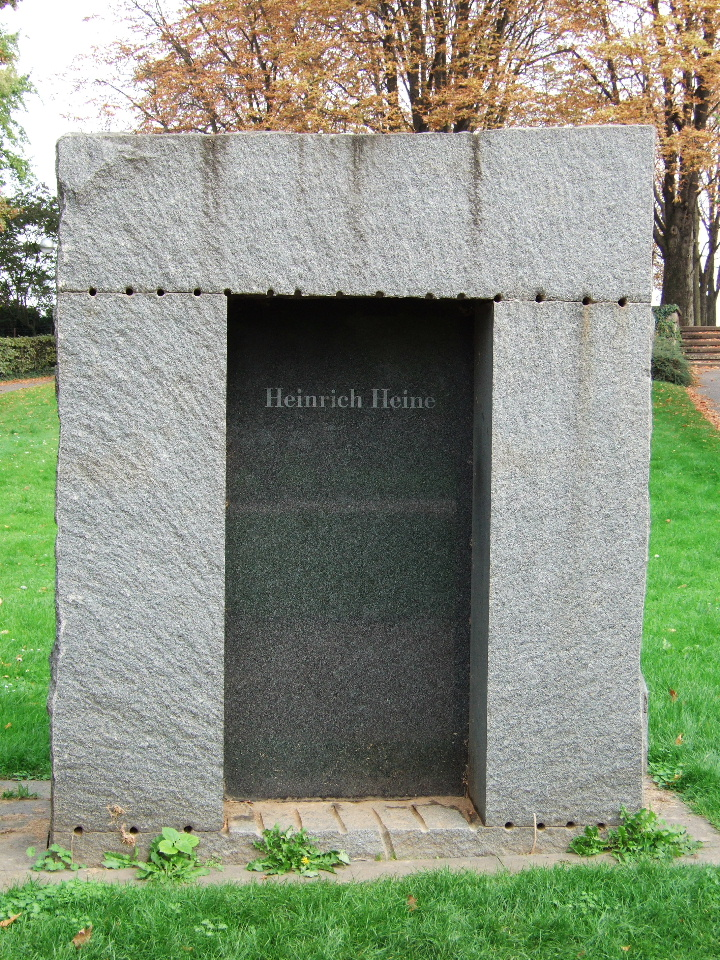
Heine-Denkmal (1982). Bonn
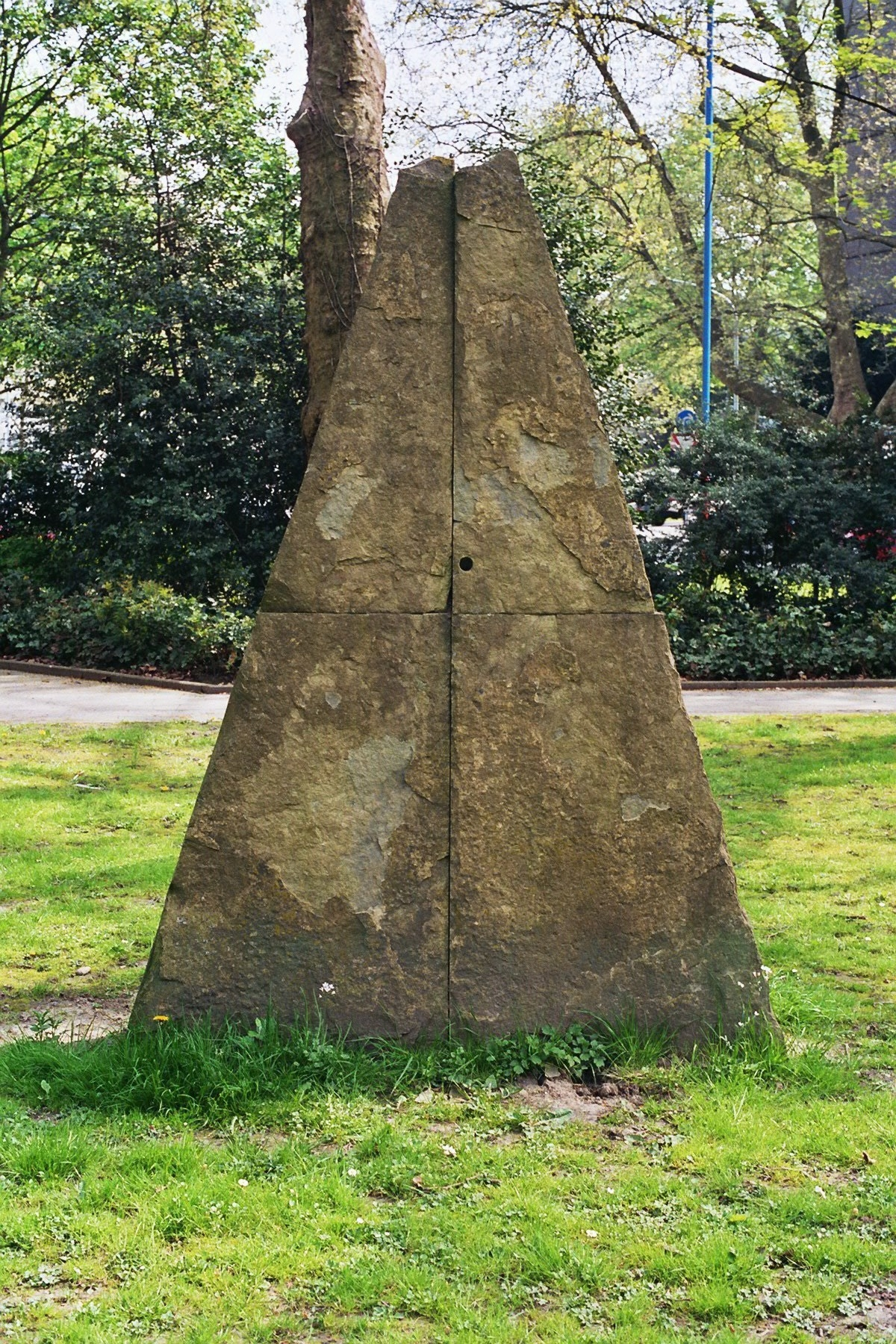
Dolomit (1983). Essen
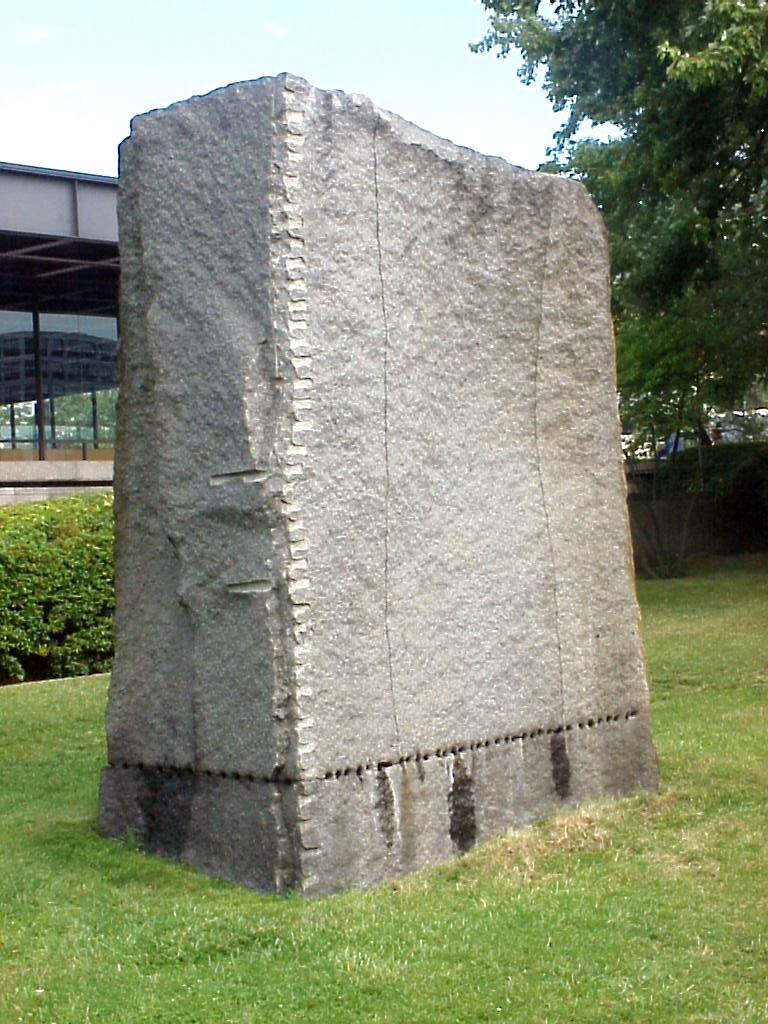
Granit (Normandie) (1985). Nueva Galería Nacional de Berlín
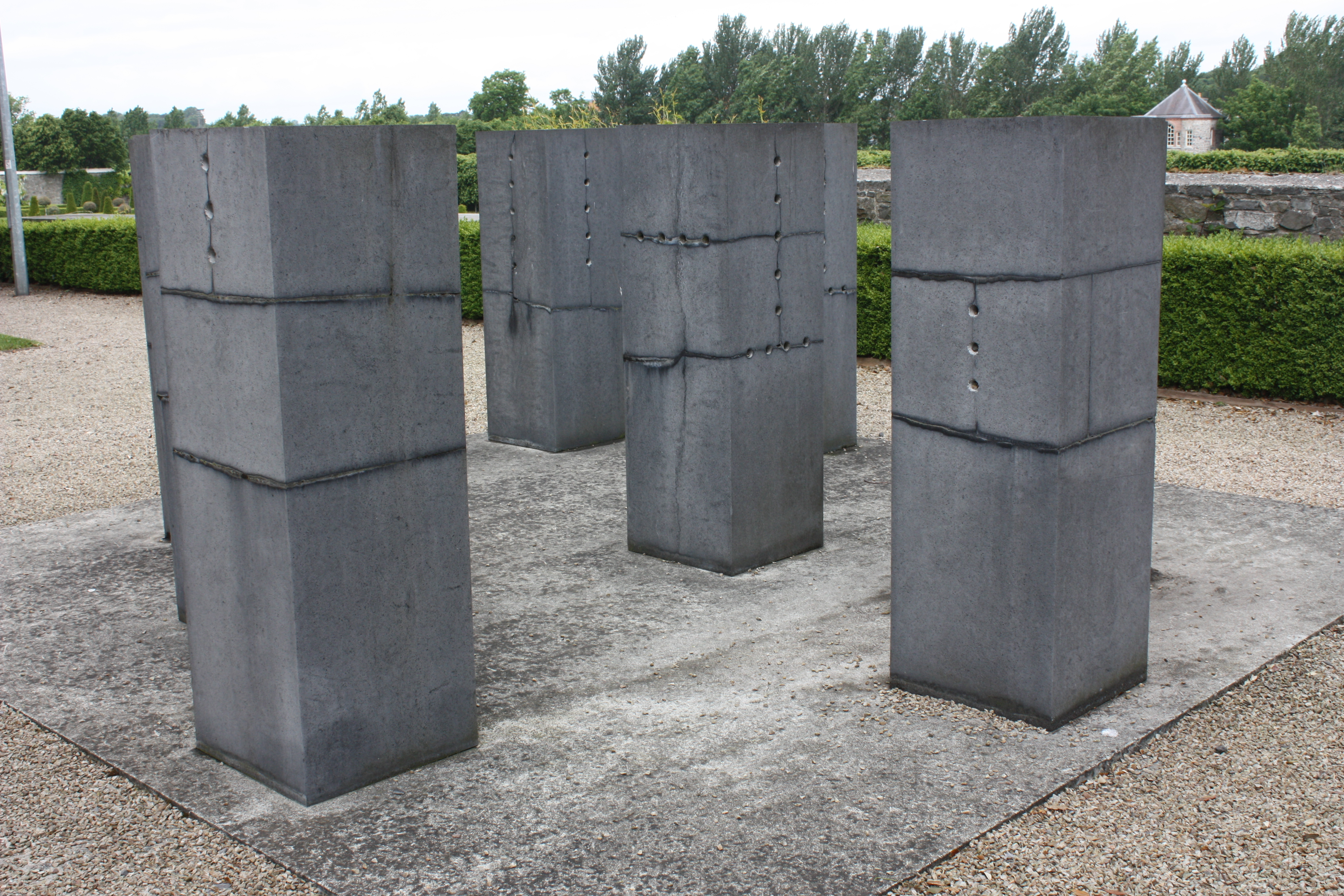
Limestone (1988). Irish Museum of Modern Art en Dublín
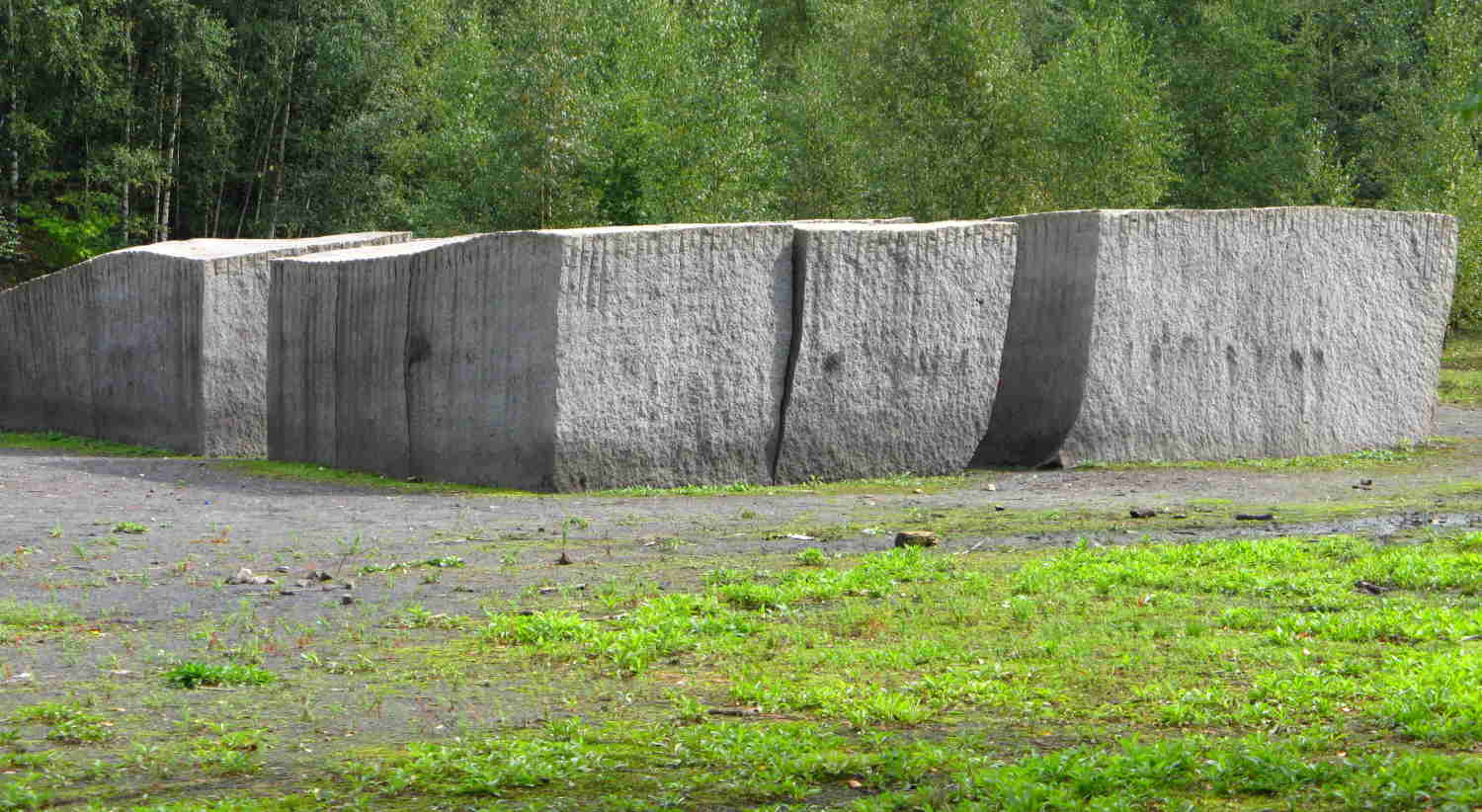
Castell (1991). Escorial Zollverein en Complejo industrial de la mina de carbón de Zollverein, Essen
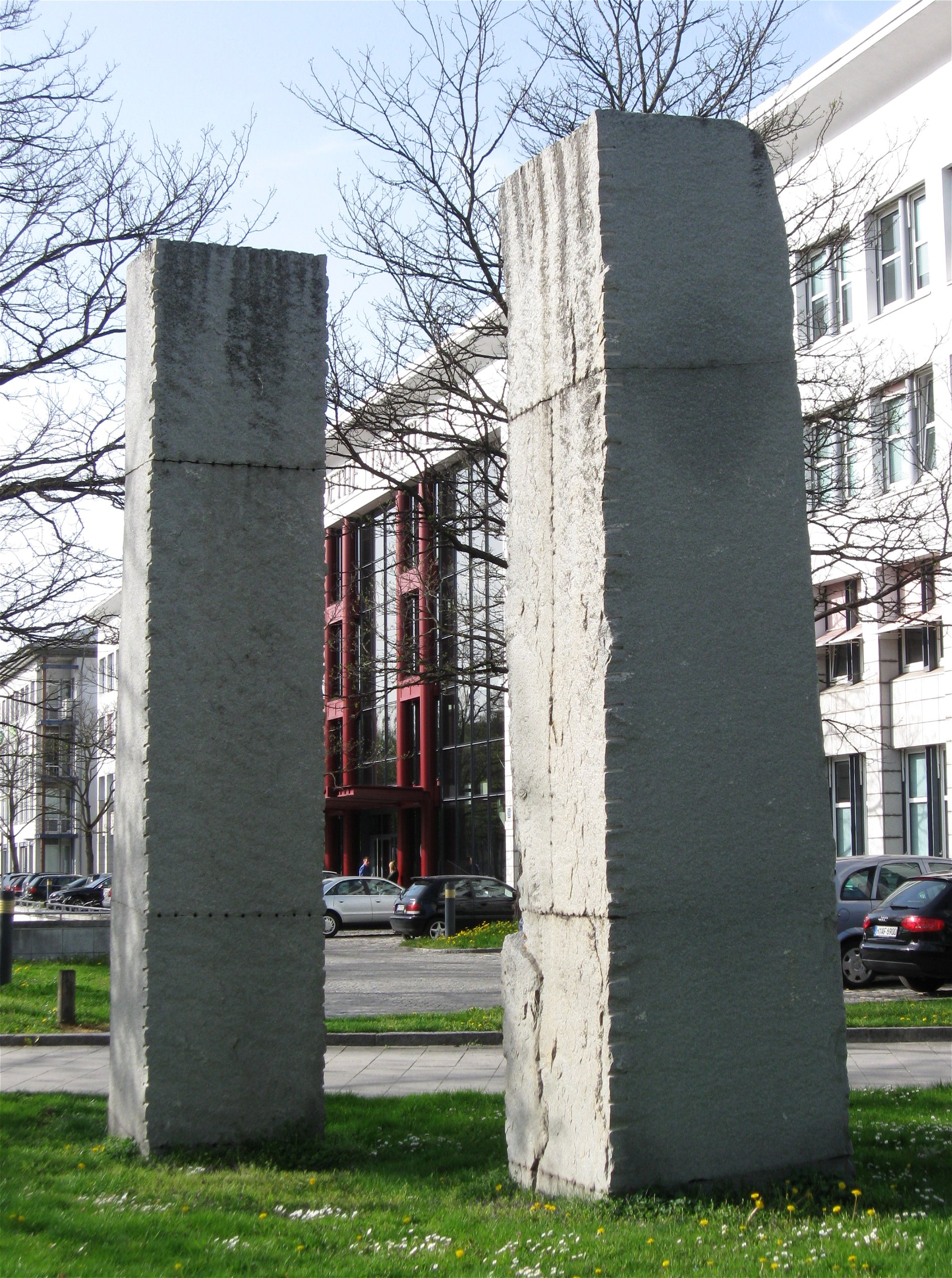
Finnischer Granit gespalten (1992/93). Instituto Goethe en Múnich
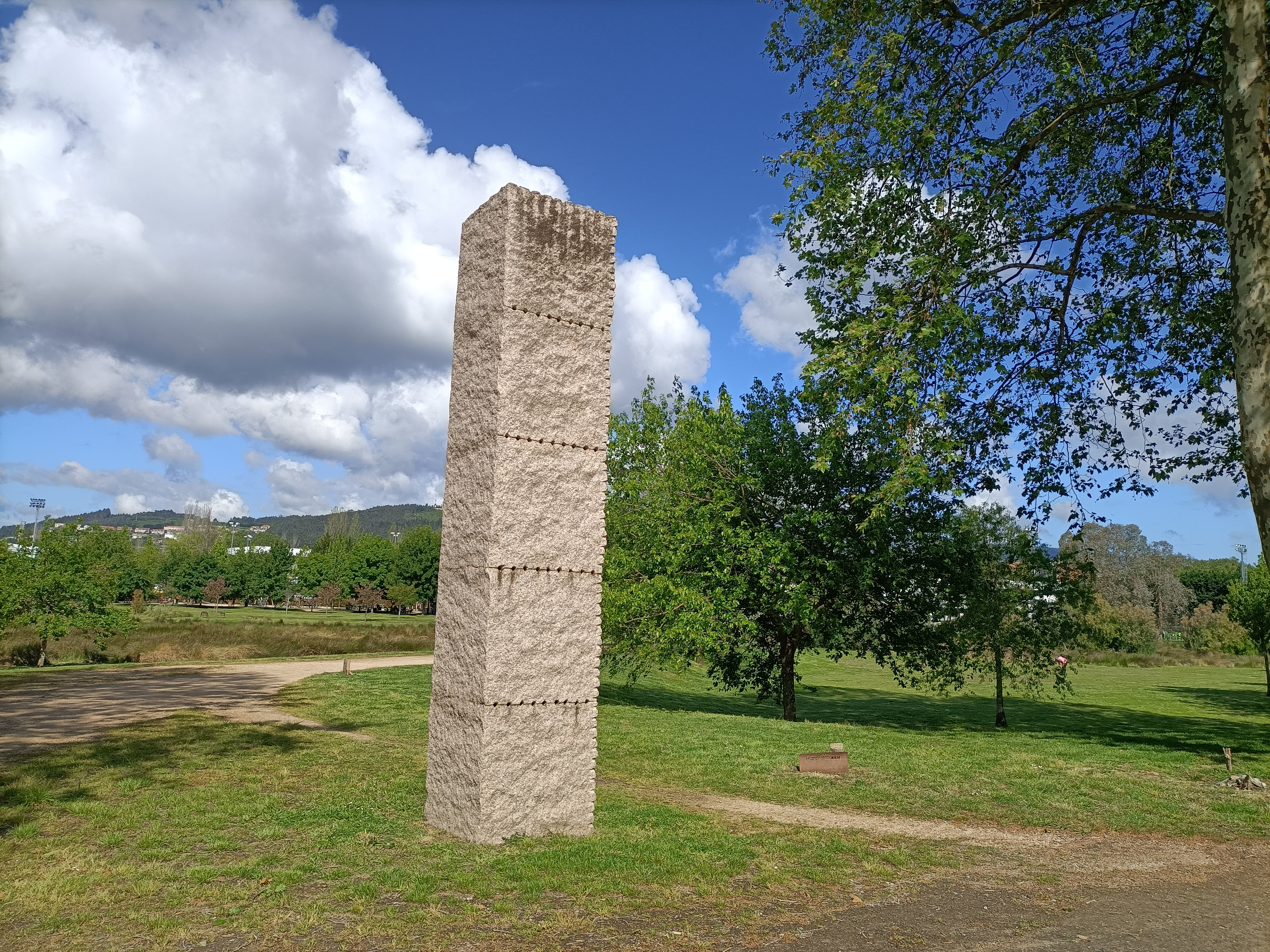
Sin título (1999). Estela de granito en la Isla de las Esculturas de Pontevedra
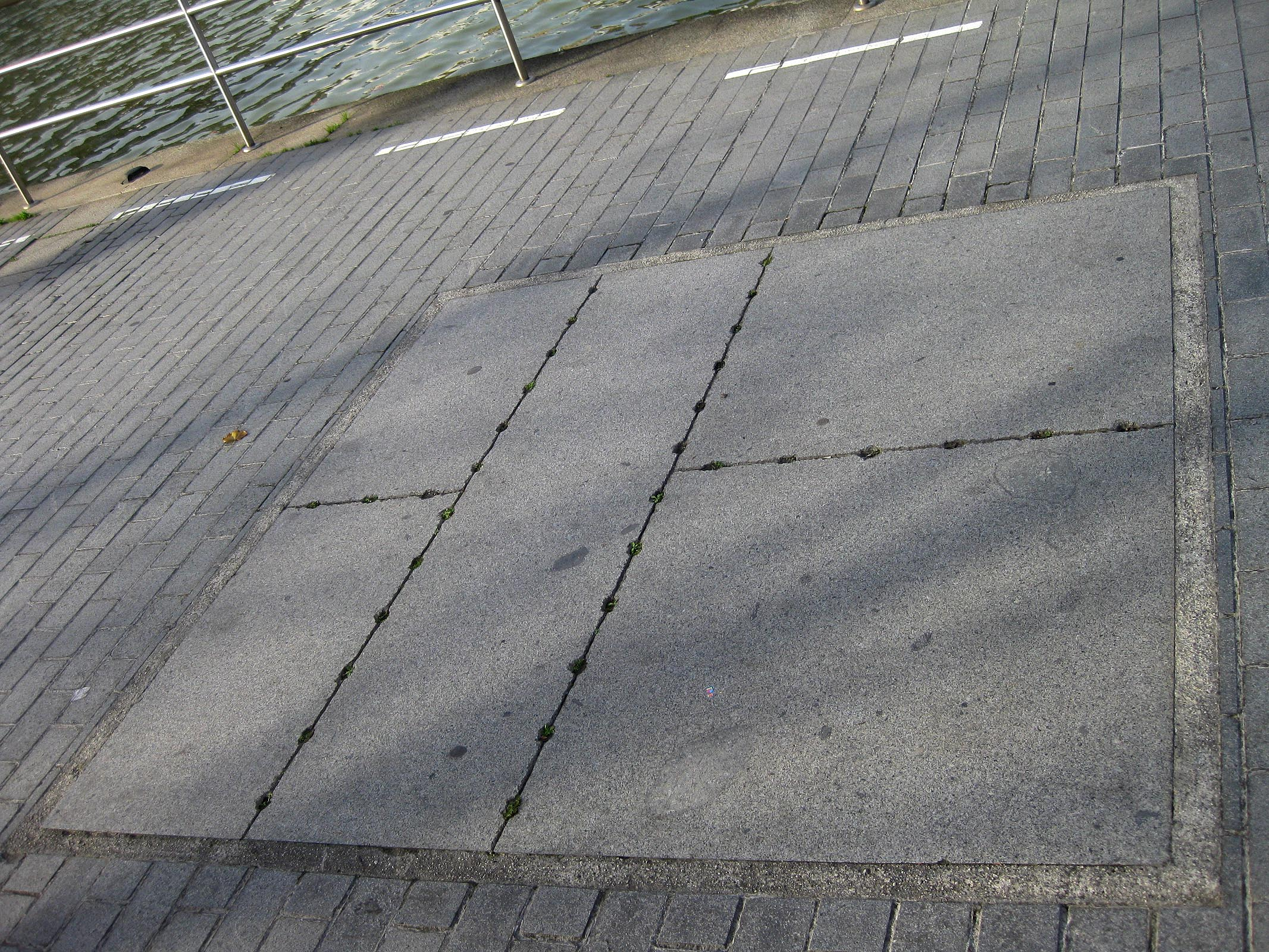
Senza título (2003). Muelle de Evaristo Ghurruca en Bilbao